# Allodia
Allodia is een muggengeslacht uit de familie van de paddenstoelmuggen (Mycetophilidae).

## Soorten
- A. aculeata Zaitzev, 1984
- A. acutaria Johannsen, 1912
- A. adunca Zaitzev, 1992
- A. alternans (Zetterstedt, 1838)
- A. anglofennica Edwards, 1921
- A. angulata (Lundstrom, 1913)
- A. angustilobata Zaitzev, 1984
- A. barbata (Lundstrom, 1909)
- A. bohemica Sevcik, 2004
- A. californiensis Zaitzev, 1984
- A. cincta Van Duzee, 1928
- A. conspicua Zaitzev, 1983
- A. czernyi (Landrock, 1912)
- A. elevata Zaitzev, 1984
- A. embla Hackman, 1971
- A. foliifera (Strobl, 1910)
- A. grata (Meigen, 1830)
- A. hastata Zaitzev, 1992
- A. hirticauda Van Duzee, 1928
- A. huggerti Kjærandsen, 2007
- A. idahoensis Zaitzev, 1984
- A. lugens (Wiedemann, 1817)
- A. lundstroemi Edwards, 1921
- A. neglecta Edwards, 1925
- A. ornaticollis (Meigen, 1818)
- A. penicillata (Lundstrom, 1912)
- A. persolla Plassmann, 1972
- A. pistillata (Lundström, 1911)

- A. prominens Zaitzev, 1983
- A. protenta Lastovka & Matile, 1974
- A. pseudobarbata Zaitzev, 1992
- A. pyxidiiformis Zaitzev, 1983
- A. racemosa Zaitzev, 1992
- A. rara Plassmann, 1977
- A. rindeni Kjærandsen, 2007
- A. septentrionalis Hackman, 1971
- A. silvatica (Landrock, 1912)
- A. simplex Zaitzev, 1983
- A. subelata Malloch, 1923
- A. subpistillata Sevcik, 1999
- A. triangularis (Strobl, 1895)
- A. truncata Edwards, 1921
- A. tuomikoskii Hackman, 1971
- A. unicolor (Lundbeck, 1898)
- A. westerholti Caspers, 1980
- A. zaitzevi Kurina, 1998